# Cuno Adams
Cuno Adams (* 1912; † 11. Juli 1942) war ein deutscher Kunstmaler aus Solingen.

## Leben
Bereits im Alter von 30 Jahren starb Cuno Adams am 11. Juli 1942 in einem Feldlazarett als Gefreiter eines Pionier-Regiments. Damit gehört Adams zur verschollenen Generation von Künstlern, der es nicht vergönnt war, ein Lebenswerk auszuführen. Somit liegt nur das Frühwerk des Künstlers vor. Stilistisch hat er sich bald vom Naturalismus gelöst und entwickelt seinen Beitrag zum zeittypischen expressiven Realismus. Die atmosphärische Dichte seiner Bilder verrät seine Begabung.
Das Solinger Stadtarchiv erwähnt Cuno Adams, der 1941 einen städtischen Auftrag bekam. Die Stadt Solingen übernahm zu jenem Zeitpunkt, die traditionelle Zinngießer-Werkstatt und hatte Adams beauftragt sie an ihrer ursprünglichen Stelle zeichnerisch zu dokumentieren.